# Miquel Villà
Miquel Villà i Bassols (Barcelona, 15 de febrero de 1901 - El Masnou, 25 de agosto de 1988) fue un pintor español, y uno de los principales representantes del fauvismo español.
A la edad de 13 años su padre, negociante de vinos, lo lleva con él a Colombia (Bogotá). Allí frecuenta la escuela de bellas artes hasta 1918.
En 1920 descubre París, que será su residencia habitual hasta 1930.
En París frecuenta la academia Colarossi.
Traba amistad con Jean Fautrier, Marcel Duchamp, Togores, Pancho Cossío y el escultor Pablo Gargallo que le influirán mucho en su trayectoria artística.
Sus principales influencias serán la de Cezanne y, al principio de su carrera artística, la de Maurice de Vlaminck. Recibe influencias notorias de la última época de Rembrandt.
A partir de 1930 reside principalmente en Cataluña: Barcelona, Masnou, Puebla de Segur, y pasa algunas temporadas en Ibiza.
En 1985 fue distinguido por la Generalidad de Cataluña con la Cruz de Sant Jordi. 